# Eucharist
Eucharist je švedski melodični death metal sastav iz mjesta Veddige blizu Gothenburga, koji je djelovao od 1989. do 1998. godine.

## O sastavu
Osnovan je 1989. godine te je jedan od predvodnika stila danas znanog kao "gothenburškog zvuka". Godine 1992. objavljuju prvi demo "Greeting Immortality", te snimaju pjesmu "The View" za kompilacijski album izdavačke kuće Deaf Records/Peaceville nazvan Deaf Metal Sampler nakon čega se sastav po prvi put raspada. Međutim, ubrzo ih je izdavačka kuća Wrong Again Records tražila da se ponovno okupe, te potpišu ugovor s njima, što su i učinili. Tako su 1993. snimili svoj prvi studijski album A Velvet Creation, a iduće godine snimaju pjesme "Wounded and Alone" i "The Predictable End", za kmpilacijski album W.A.R. Compilation vol 1 Wrong Again Recordsa. Nakon toga se sastav ponovno raspada, te članovi počinju svirati u drugim sastavima, primjerice Daniel Erlandsson je odsvirao dvije pjesme za sastav In Flames na njihovom EP-u Subterranean. 
Godine 1996. Erlandsson i Johnssonn ponovno počinju raditi s Eucharistom, te im odmah izdavačka kuća WAR Music, nastala nakon raspada Wrong Again Recordsa, ponuđuje novi ugovor, te su svoj drugi te ujedno i posljednji album Mirrorworlds objavili 1997. godine. Iduće godine, nakon kraće turneje sastav se po treći i posljednji put raspada. Daniel Erlandsson kasnije postaje član sastava Arch Enemy i Carcass, dok su ostali članovi pridružuju sastavima Revengia, The End, Cromlech, Eternal Lies, Armageddon i drugima.

## Članovi sastava
Posljednja postava
- Daniel Erlandsson - bubnjevi (1989. – 1991., 1991. – 1993., 1993. – 1996., 1996. – 1998.)
- Markus Johnsson - gitara, vokal (1989. – 1991., 1991. – 1993., 1993. – 1994., 1996. – 1998.)
- Henrik Meijner - gitara (1998.)

Ostali bivši članovi
- Tobias Gustafsson - bas-gitara (1989. – 1991., 1991. – 1993., 1993. – 1994.)
- Thomas Einarsson - gitara (1989. – 1991., 1991. – 1993.)
- Matti Almsenius - gitara (1994.)
- Martin Karlsson - bas-gitara (1997.)

## Diskografija
Studijski albumi
- A Velvet Cration (1993., reizdanje 2001.)
- Mirrorworlds (1997., reizdanje 2003.)

## Vanjske poveznice
- Fan stranica  Arhivirana inačica izvorne stranice od 6. veljače 2012. (Wayback Machine)
- Ecuharist na Metal Archivesu